# Oxymacaria palliata
Oxymacaria palliata là một loài bướm đêm trong họ Geometridae.